# Le Temps des égarés
Pour plus de détails, voir Fiche technique et Distribution.
Le Temps des égarés est un téléfilm français réalisé par Virginie Sauveur et diffusé le 25 mai 2018 sur Arte,,.  

## Synopsis
Ancienne réfugiée, Sira est traductrice pour l'Office français de protection des réfugiés et apatrides (OFPRA). Elle propose ses services auprès des demandeurs d'asile en les conseillant sur leurs récits, en échange d'argent.

## Fiche technique
- Réalisateur : Virginie Sauveur
- Scénario : Virginie Sauveur, Gaëlle Bellan
- Photographie : David Chambille
- Montage : Diane Logan
- Musique : Nathaniel Méchaly
- Production : Caroline Adrian
- Sociétés de production : Delante Cinéma, Arte
- Genre : Drame
- Durée : 90 minutes
- Date de diffusion : 25 mai 2018 sur Arte

## Distribution
- Claudia Tagbo : Sira Diabate
- Hadja Traore : Assa
- Amer Alwan : Abdul Yassin
- Biyouna : Rada
- Géraldine Martineau : Audrey
- Cyrille Thouvenin : Stéphane
- Anne Bouvier : Agnès
- Alexandra Jussiau : Gardienne Jean-Paul
- Vinciane Millereau : Juge d'instruction Harel
- Jean-Pierre Lorit : Jean-Paul Miller
- Alice Belaïdi : Louise Elaoudi

## Distinctions
- Festival des créations télévisuelles de Luchon 2018 :
  - Pyrénées d'or de la meilleure fiction unitaire
  - Prix du meilleur scénario
  - Prix de la meilleure musique originale

- Festival international des programmes audiovisuels de Biarritz 2018 : Prix du public